# اقتصاد باربادوس
منذ حصول جزيرة باربادوس على الاستقلال في عام 1966 حولت نفسها من اقتصاد الدخل المنخفض الذي يعتمد على سكر الإنتاج إلى اقتصاد ذو الدخل المتوسط المرتفع القائم على السياحة والقطاع البحري. وقد عانت بربادوس من كساد عظيم في عقد 1990 بعد 3 سنوات من الانخفاض المستمر الناجم عن اختلالات أساسية في الإقتصاد الكلي. وبعد عملية إعادة تكيف مضنية بدأ الاقتصاد في النمو مرة أخرى في عام 1993. وأصبح متوسط معدل النمو بين 3٪ -5٪ منذ ذلك الحين. الدوافع الاقتصادية الرئيسية الثلاث في البلاد هي: السياحة، وقطاع الأعمال الدولية، والاستثمار المباشر الأجنبي.
حلّت بربادوس في المركز 77 في مؤشر الابتكار العالمي لعام 2024.

## مزيد من القراءة
- The Commonwealth of Nations – Barbados economy
- Totally Barbados – Economy
- The Manufacturing Sector in Barbados: December 2003 بي دي إف  (1004 KB) – Barbados Private Sector Trade Team
- Marshall، Tony (6 مارس 2006). "Issues of a 21st century Caribbean". Nation Newspaper. 307200344106205. مؤرشف من الأصل في 2008-06-21. اطلع عليه بتاريخ 2015-06-17.
- Révauger، Jean-Paul (16 أكتوبر 2008). "The Irish model in the Caribbean part I – Globalization and social partnership in Barbados". J.P. Révauger. مؤرشف من الأصل في 2016-03-03.
- Révauger، Jean-Paul (16 أكتوبر 2008). "The Irish model in the Caribbean part II – Negotiation: The Irish way". J.P. Révauger. مؤرشف من الأصل في 2016-03-03.